# Château de Val-Seille
Le château de Val-Seille est situé sur la commune de Courthézon.

## Histoire
Le château a été construit par Elie Dussaud (1821-1899), ingénieur de Ferdinand de Lesseps, en 1868, sur les plans de l'architecte Louis Astric. Il a été agrandi en 1872 par Gustave Mouriès. Dans la « Galerie des Tableaux », actuelle salle du conseil municipal, le peintre Alfred Casile a représenté les grands ouvrages d'Elie Dussaud.
De nos jours, le château est utilisé par la mairie, après son rachat par la commune en 1952. Pour son parc et ses jardins, il a reçu, en 2001, le prix de la mise en valeur du Patrimoine dans le cadre du concours départemental des villes et villages fleuris.
Le château, ainsi que son jardin, est inscrit aux monuments historiques depuis 1994.